# Uadi Za
El Za es un uadi marroquí de la región Oriental. Principal afluente por la margen derecha del Muluya, atraviesa las provincias de Yerada y de Taourirt.

## Recorrido
El Za surge de la confluencia de los uadis El-Kherouf, Charef y El-Oglat, al sur de la ciudad de Yerada. Fluye hacia el noroeste atravesando Aïn Beni Mathar, el oasis de Guefaït, después la ciudad de Taourirt antes de unirse al Muluya en Melga El Ouidane.

## Utilización
El agua del Za se utiliza para el riego de las tierras agrícolas que lo bordean, sobre todo en la zona entre Taourirt y el Muluya.
La presa de El Ghrass se construyó en 1999 en su curso.